# Borophaga simia
Borophaga simia är en tvåvingeart som beskrevs av Rudolf Beyer 1965. Borophaga simia ingår i släktet Borophaga och familjen puckelflugor. Inga underarter finns listade i Catalogue of Life.